# Честер (Конектикат)
Честер (енгл. Chester Center) насељено је место без административног статуса у америчкој савезној држави Конектикат.

## Демографија
По попису из 2010. године број становника је 1.558, што је 12 (0,8%) становника више него 2000. године.
| Група             | 2000.         | 2010.         |
| Белци             | 1.471 (95,1%) | 1.486 (95,4%) |
| Афроамериканци    | 20 (1,3%)     | 8 (0,5%)      |
| Азијати           | 21 (1,4%)     | 6 (0,4%)      |
| Хиспаноамериканци | 20 (1,3%)     | 35 (2,2%)     |
| Укупно            | 1.546         | 1.558         |